# 圣帕莱 (吉伦特省)
圣帕莱（法語：Saint-Palais，法語發音：[sɛ̃ palɛ]）是法国吉伦特省的一个市镇，属于布莱区。

## 地理
圣帕莱（45°18'50"N, 0°35'23"W）面积9.76 平方千米，位于法国新阿基坦大区吉倫特省，该省份为法国西南部沿海省份，是法國本土面积最大的省，北起滨海夏朗德省，西临大西洋，南至朗德省，东南接洛特-加龍省，东临多爾多涅省。
与圣帕莱接壤的市镇（或旧市镇、城区）包括：布瓦勒东、吉伦特河畔圣博内、普莱讷塞尔沃、吉伦特河畔圣西耶、瓦勒德利韦讷。
圣帕莱的时区为UTC+01:00、UTC+02:00（夏令时）。

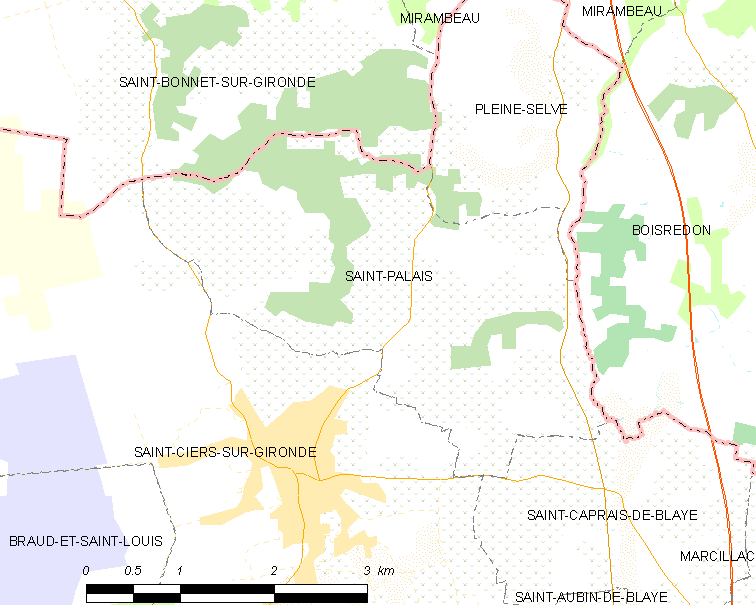
圣帕莱的OSM定位图

## 行政
圣帕莱的邮政编码为33820，INSEE市镇编码为33456。

## 政治
圣帕莱所属的省级选区为河口县。

## 人口

1962-2008年间圣帕莱人口变化图示

圣帕莱于2022年1月1日时的人口数量为512人。